# 銀河に吠えろ!宇宙GメンTAKUYA
銀河に吠えろ!宇宙GメンTAKUYA（ぎんがにほえろ!うちゅうじーめん たくや）は、ニッポン放送ほか全国ネットで放送されたラジオ番組である。

## 概要
前番組『ヤンピース』に引き続いてNRN全国ネット扱いで送出され、2008年9月8日に放送を開始する
インターネットからの導入口を、メールや自社ウェブサイトだけでなく、SNSのMySpaceとタイアップし、MySpace日本語版サイト内で番組のページを開設した。番組内の各コーナーの要素は従前と変わらないが、『ヤングパラダイス』から前番組まで長く続いた、一般リスナーが電話で参加するクイズコーナーが廃止された。
2008年9月の金曜日はニッポン放送のみますおかちゃんねる放送のため23:50に飛び降りたが、ますおかちゃんねるの放送時間を繰り下げ10月から全曜日24:00終了に揃えた。ニッポン放送のみ2009年3月30日から24時台に「宇宙GメンEX」が開始された。
2009年7月6日からABC朝日放送で金曜日を除いてネットが開始された。2009年10月から、ABCラジオと同一エリア内にあり『allnightnippon SUPER!』以来ニッポン放送の夜ワイドのネット受けをしていたラジオ関西と、TBSラジオのネット受けに変更する熊本放送がネット局から撤退したが、STVラジオがネットを開始したため全国20局ネットでの放送となった。
2009年11月30日から『オールナイトニッポンGOLD』がレギュラー放送となり、通常の改編時期である4月や10月ではない2009年11月27日に終了した。2009年12月まで『宇宙GメンEX』を放送した。

## パーソナリティ
- TAKUYA（星野卓也）
  - 番組内ではTAKUYAと星野卓也は全くの別人であると強調していたが、2009年11月9日及び16日の放送で星野卓也本人である事を認めた。

## 箱番組
- Voice of 11PM（ラジオドラマ、月曜 - 金曜、 - 2009年3月27日）
- KAT-TUN スタイル（田口淳之介・田中聖）（月曜 - 木曜）
- 亀梨和也のKス バイ Kス（金曜）

## ネット局
番組オープニングで、TAKUYAが「銀河に吠えろ!宇宙GメンTAKUYA、この番組は東京有楽町ニッポン放送地下深く、宇宙捜査局をキーステーションに……」と言い、STVラジオから順にネット局を告知していた。

### 番組終了時のネット局
特記のないものは番組開始当初からの放送。
- ニッポン放送（制作局）
- STVラジオ（2009年10月5日放送開始。2006年3月31日以来3年半ぶりにこの時間帯のネット受けを再開）
- 青森放送
- IBC岩手放送（金曜のみ自社制作番組放送のため23:00開始）
- 山形放送
- ラジオ福島
- 茨城放送
- 信越放送
- 山梨放送
- 北陸放送
- 福井放送
- 東海ラジオ
- 朝日放送（2009年7月6日放送開始。金曜のみ自社制作番組放送のため、月 - 木のみのネット）
- 山陰放送
- 山口放送
- 西日本放送
- 高知放送
- 長崎放送
- 大分放送
- 宮崎放送

### 途中で打ち切られたネット局
- 京都放送（KBS京都、2008年12月まで、以降はレコメン!を放送）
- ラジオ関西（2009年9月30日まで、後番組は自主制作番組に）
- 熊本放送（2009年10月2日まで、以降はBATTLE TALK RADIO アクセスを放送）

### 補足
- ニッポン放送では『ニッポン放送ショウアップナイター』の放送時間が延長となった場合、放送時間は短縮となり、一部番組内コーナーの放送休止があった。この場合、ニッポン放送の放送時間に関係なく22:00から放送が先行して始まり、ニッポン放送が飛び乗るまで一部ネット局だけの裏送り放送となり、通常放送する番組内コーナーを放送しない処置がとられた。

## 特別番組による休止など
- 2009年8月17日（月） - 8月20日（木）：『坂崎幸之助のオールナイトニッポンGOLD 〜わが青春の吉田拓郎〜』
- 同年8月21日（金）：『ムッシュかまやつのオールナイトニッポンGOLD 〜わが青春の吉田拓郎〜』
- 同年8月24日（月） - 8月28日（金）：『亀渕昭信のオールナイトニッポンGOLD 〜ザ・ビートルズ オールリクエスト5Days〜』
- 同年10月12日（月）：『Gメンスペシャル The Best of Aqua Timez』
- 同年10月19日（月）：『緊急特別番組 加藤和彦さんを偲んで オールナイトニッポンGOLD あの素晴らしい歌をもう一度』
- 同年10月20日（火）：『吉田拓郎のオールナイトニッポンGOLD』
- 同年10月21日（水）：『ヘキサゴンオールスターズのオールナイトニッポンGOLD』
- 同年10月22日（木）：『オールナイトニッポンGOLD チューリップオールリクエスト』
- 同年10月23日（金）：『オールナイトニッポンGOLD ゆずオールリクエスト』

これらの番組は、ニッポン放送を含め全ネット局で放送されたため、番組自体は全面休止になったが、箱番組である『KAT-TUN・STYLE』（月 - 木） と『亀梨和也 KスバイKス/亀梨和也 KAT-TUNスタイルフライデースペシャル』（金） はともに番組終了後23時台後半に時間をずらして放送された。